# Bryant McIntosh
Bryant Scott McIntosh (New Castle, Indiana, 20 de noviembre de 1994) es un baloncestista estadounidense que actualmente se encuentra sin equipo. Con 1,91 metros de estatura, juega en la posición de base.

## Trayectoria deportiva

### Universidad
Jugó durante cuatro temporadas con los Wildcats de la Universidad Northwestern, en las que promedió 13,0 puntos, 2,8 rebotes y 5,4 asistencias por partido. En su primera temporada fue incluido en el mejor quinteto freshman de la Big Ten Conference, mientras que en 2017 lo fue en el segundo mejor quinteto absoluto de la conferencia por entrenadores y prensa especializada, tras liderar la Big Ten en asistencias, con 5,2 por partido.

### Profesional
Tras no ser elegido en el Draft de la NBA de 2018, fue seleccionado para jugar las Ligas de Verano de la NBA con los New Orleans Pelicans, pero fue finalmente descartado. El 8 de septiembre firmó su primer contrato profesional con los Leuven Bears de la Pro Basketball League, la primera división del baloncesto belga. En su primera temporada promedió 7,2 puntos y 2,2 asistencias por partido.